# Transdukce (genetika)
Transdukce v genetice je přenos genetického materiálu (DNA) z jedné bakteriální buňky do druhé pomocí virové částice. Viry, které napadají bakterie (tzv. bakteriofágy), jsou tedy v tomto případě příčinou horizontální výměny genetické informace. Transdukci objevili v roce 1952 Norton Zinder a Joshua Lederberg.

## Průběh
Některé bakteriofágy zabudují do DNA svého hostitelského organismu svou DNA, obvykle ale výměnou za část genetické informace hostitele. Když pak virus napadne další buňku, může opět nastat začlenění této DNA do genomu hostitelské bakteriální buňky, zejména metodou crossing-overu. 

Proces transdukce. Virová DNA je fialově, bakteriální DNA zeleně. Virion (1) přisedne na povrch buňky a (2) jeho DNA se dostává dovnitř, kde se (3) formují nové viriony, z nichž některé mohou obsahovat DNA hostitelské buňky. Pokud (4) takové viry přisednou na buněčnou stěnu další bakterie a (5) vstříknou do ní genetický materiál, který nesou, může se (6) tento procesem crossing-overu začlenit do bakteriálního chromozomu

## Umělé transdukce
Vědci procesu transdukce užívají ve výzkumu a pomocí virových vektorů přenáší geny.